# Жовнівка (зупинний пункт)
Жо́внівка — пасажирський залізничний зупинний пункт Тернопільської дирекції Львівської залізниці на неелектрифікованій лінії Ходорів — Березовиця-Острів між станціями Потутори (3 км) та Козова (16 км). Розташований в однойменному селі Тернопільського району Тернопільської області.

## Пасажирське сполучення
На зупинному пункті Жовнівка зупиняються приміські дизель-поїзди сполученням Тернопіль — Ходорів.